# اینگهبیورگ بروتن
اینگهبیورگ بروتن (انگلیسی: Ingebjørg Saglien Bråten؛ زادهٔ ۲۰ سپتامبر ۱۹۹۹) اسکی‌باز پرش اهل نروژ است.

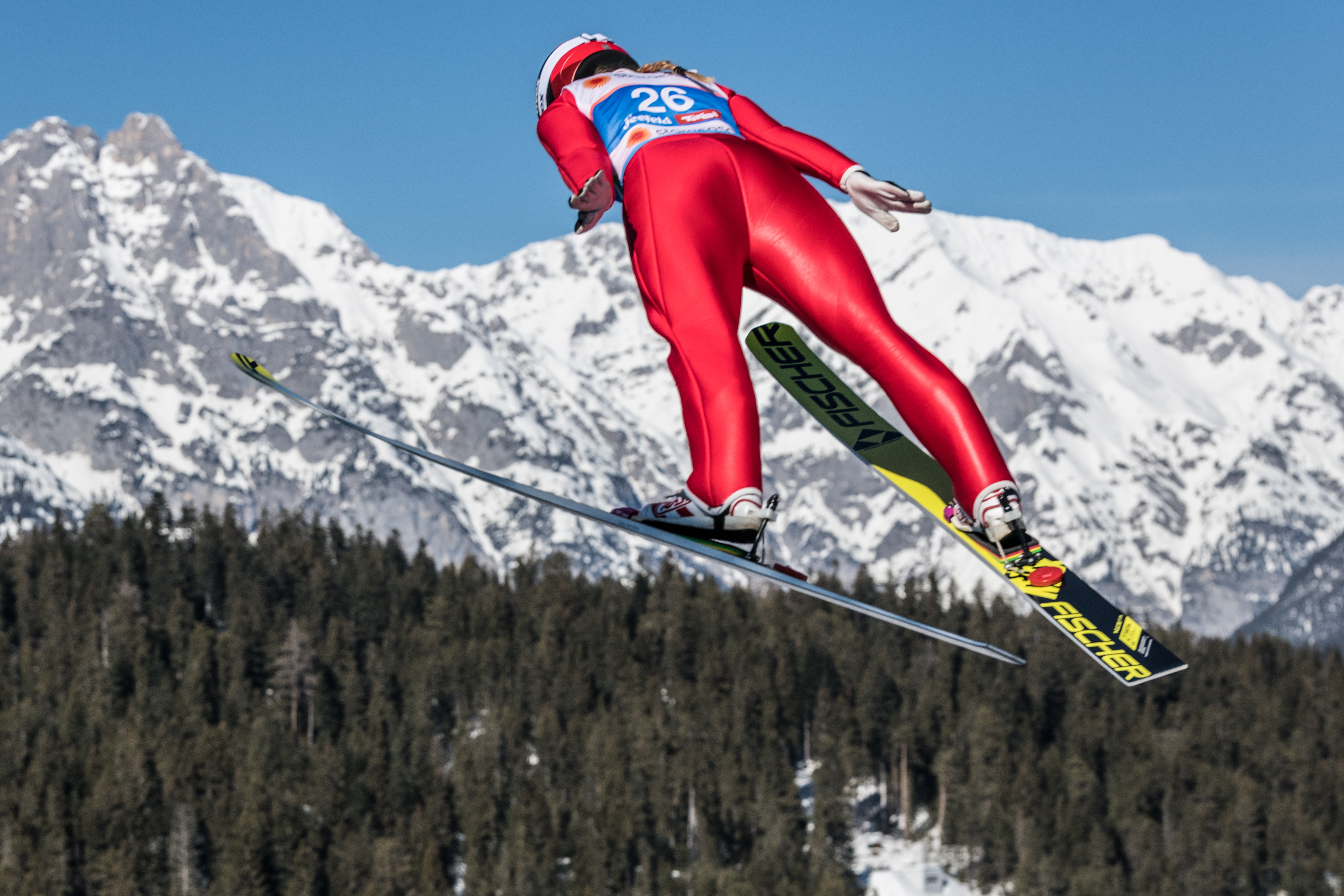
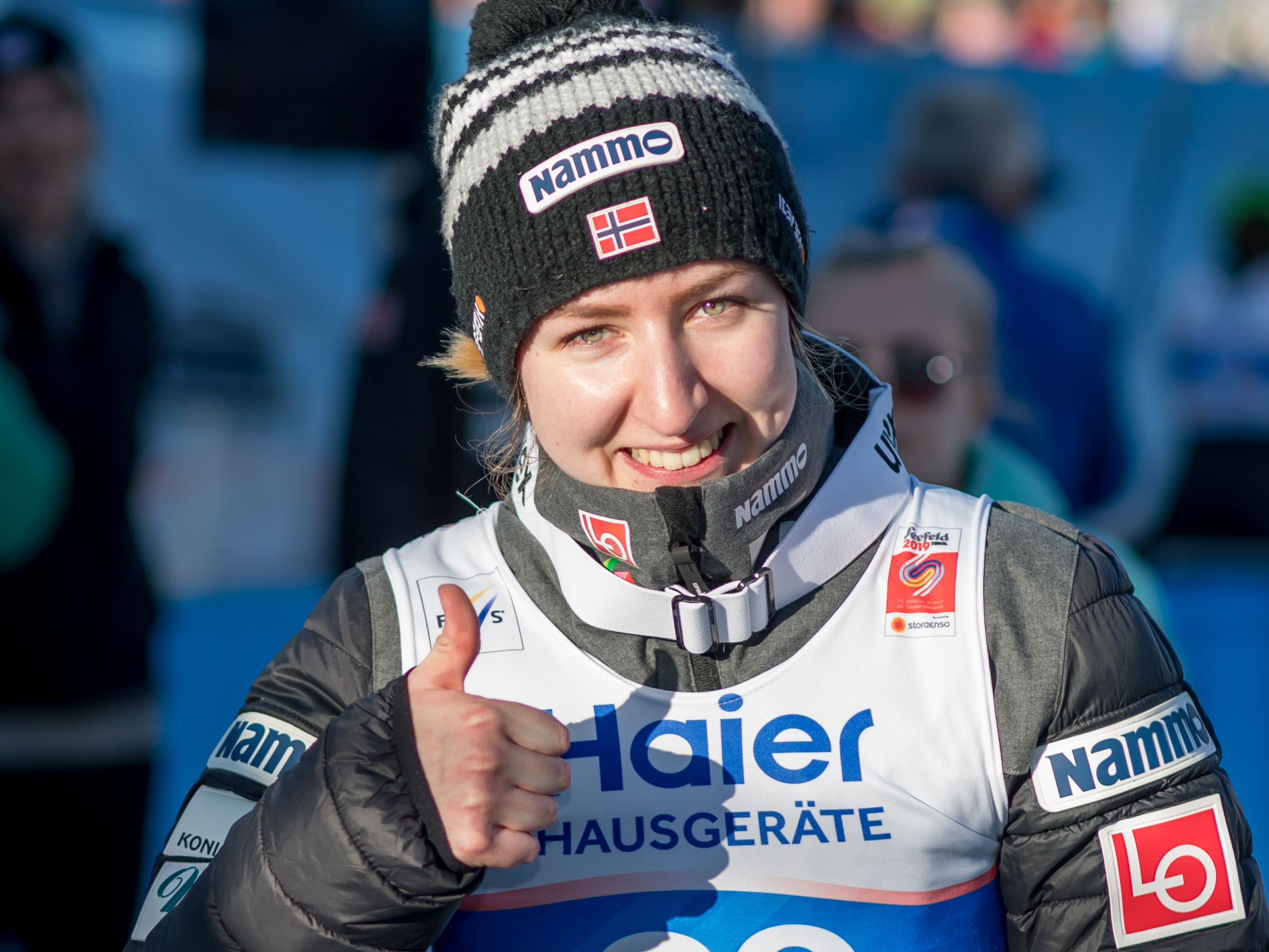
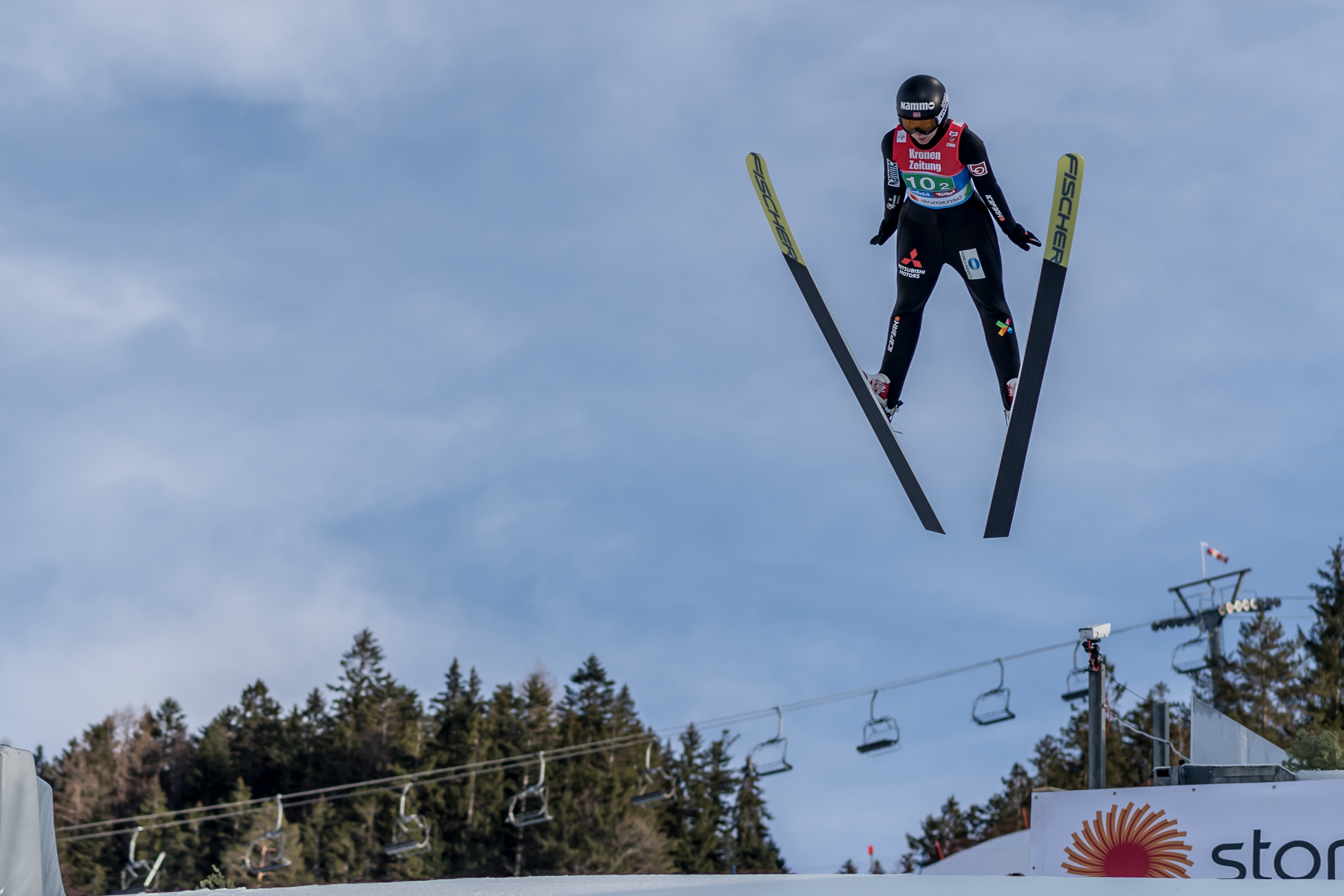